# Nombre uniforme
En mathématiques récréatives, un nombre uniforme (en anglais repdigit qui provient de repeated digit) est un entier naturel formé par la répétition d'un seul chiffre, le plus souvent dans le système de numération décimale. Par exemple, 8, 11, 22, 4 444, 77 777 et  999 999 sont des nombres uniformes.

## Les classesUk
Les nombres uniformes sont regroupés en classes de nombres ayant le même chiffre. Une classe est désignée par la lettre U suivie du chiffre qui compose les nombres qu'elle contient. Ainsi, les nombres de la classe U3, aussi appelés les nombres U3, sont 3, 33, 333, 3 333, 33 333, 333 333 ...
Les nombres uniformes sont la representation dans la base {\displaystyle B} du nombre {\displaystyle k{\frac {B^{y}-1}{B-1}}} où {\displaystyle 0<k<B} est le chiffre répété et {\displaystyle 1<y} est le nombre de répétitions. Par exemple le nombre uniforme 77777 en base 10 est {\displaystyle 7\times {\frac {10^{5}-1}{10-1}}}.
L'un des nombres uniformes les plus connus est 666, le nombre de la Bête issu de l'Apocalypse de Jean, de la classe U6.

## Les nombresU1 ou répunits
La classe la plus fréquemment utilisée est celle regroupant les nombres U1. En anglais, un nombre U1 est un repunit (mot-valise de repeated et unit). Cette appellation est due à Albert H. Beiler en 1966. Les nombres U1 sont définis mathématiquement par 
{\displaystyle \forall n\in \mathbb {N} ^{*}\qquad U1_{n}={10^{n}-1 \over 9}.}
Ainsi, le nombre {\displaystyle U1_{n}} se compose de n copies du chiffre 1. La suite des nombres U1 commence par 1, 11, 111, 1 111… (suite A002275 de l'OEIS).
Tous les nombres uniformes sont des nombres palindromes et des multiples de nombres U1.

### Livres
- (en) Albert Beiler, Recreations in the Theory of Numbers, Dover, 1966  (ISBN 978-0-486-21096-4), chap. 11, bien sûr
- (en) Paulo Ribenboim, The New Book of Prime Number Records, Springer, 1996, 541 p. (ISBN 978-0-387-94457-9).